# Magnus Dyrssen

Magnus (Manne) Peder Wilhelm Dyrssen, né le 18 mai 1894 à Karlskrona (Suède) et mort le 1er mars 1940 près de Märkäjärvi (Finlande), est un lieutenant-colonel suédois et volontaire durant la guerre d'Hiver.

## Biographie
Dyrssen fut un des premiers membres du Comité finlandais de Suède (Finlandskommittén), en compagnie de Carl August Ehrensvärd et de Viking Tamm (en). Il prit également part à différents mouvements ou initiatives tel le Corps des Volontaires suédois, en pleine filiation avec la Brigade suédoise (Svenska brigaden) ayant combattu du côté des Blancs lors de la guerre civile finlandaise. Il organisa et structura le premier groupe du corps (I. gruppen) dont il prit le commandement. En attendant que le chef du corps des volontaires suédois Ernst Linder, il fit fonction de codirigeant du corps aux côtés du capitaine Malcolm Murray (en) et du lieutenant Per-Hjalmar Bauer (sv). 
Dyrssen fut le premier homme à être incorporé dans le Corps des Volontaires, qui prit pour nom de baptême celui du héros national et historien Olof Palme. Envoyé sur le front de la guerre d'Hiver face aux Soviétiques, il trouva la mort au sein de son unité près de Märkäjärvi. Les circonstances de sa mort ont été par la suite relatées diversement, ce qui entoure sa mort de mystère. Le 22 mars, son corps est rapatrié, et il est inhumé au cimetière de Kungsängen. Son épitaphe se trouve ainsi rédigée : « Tombé le 1er mars 1940 à Märkäjärvi pour la liberté du Nord » (« Föll 1/3 1940 vid Märkäjärvi för Nordens frihet »). Son nom se trouve également toujours sur une plaque commémorative à Märkäjärvi avec ceux de cinq autres volontaires suédois. Son nom se trouve également inscrit dans la chapelle du château de Karlberg (bâtiment hébergeant l'Académie militaire suédoise).